# Thomas Langhoff
Thomas Langhoff, född 8 april 1938 i Zürich, död 18 februari 2012 i Berlin, var en tysk teaterregissör och skådespelare.

## Biografi
Thomas Langhoffs far var regissören Wolfgang Langhoff och hans mor var skådespelerskan Renata Edwina Malacrida. De var båda aktiva kommunister och modern var dessutom judinna. De flydde undan nazisterna till Schweiz efter att fadern suttit internerad ett år i koncentrationslägret Esterwgen men släpptes i påskamnestin 1934. 1945, när Thomas Langhoff var åtta år, återvände familjen till Tyskland och bosatte sig i Östberlin. Thomas Langhoff utbildade sig till skådespelare vid Theaterhochschule Leipzig där han utexaminerades 1960. Från 1963 arbetade han som skådespelare på Hans Otto Theater i Potsdam och arbetade samtidigt med television. 1971-1977 arbetade han enbart inom TV, från början som skådespelare men från 1975 även som regissör. Som scenregissör debuterade han 1977 med Gerhart Hauptmanns Einsame Menschen på Maxim-Gorki-Theater i Berlin. Han tilläts även arbeta utanför Östtyskland och fram till Berlinmurens fall 1989 regisserade han på Münchner Kammerspiele, Burgtheater i Wien, Thalia Theater i Hamburg och Salzburger Festspiele vid sidan av regiuppdrag i Östtyskland. 1991-2001 var han chef för Deutsches Theater i Berlin. Teaterklimatet i Östtyskland tillät i huvudsak klassiker och Thomas Langhoff satte upp pjäser av Gotthold Ephraim Lessing, Anton Tjechov, Friedrich Schiller, William Shakespeare, Maksim Gorkij och Ivan Turgenjev. I väst kunde han sätta upp Frank Wedekind och Arthur Schnitzler. Glasnostandan medförde att han 1988 kunde sätta upp Volker Brauns Übergangsgesellschaft (Övergångssamhälle) från 1982 på Maxim-Gorki-Theater, en uppsättning som ansågs förebåda murens fall, och 1989 Brendan Behans Die Geisel (Gisslan) på Deutsches Theater. Hans uppsättningar var flera gånger utvalda till Berliner Theatertreffen. Bland utmärkelser han tilldelats kan nämnas Deutscher Kritikerpreis 1990, Josef-Kainz-Medaille 1992, Friedrich-Luft-Preis 1994 och Berliner Kunstpreis 2010. Hans sista uppsättning blev Anton Tjechovs Der Kirschgarten (Körsbärsträdgården) på Berliner Ensemble 2011.